# Roischemiangel
Le Roischemiangel est une montagne isolée dans le nord de l'île de Peleliu dans l'État du même nom aux Palaos.

## Histoire
Des os de cochon, des débris de métal et de verre ont été retrouvés dans différentes strates du Roischemiangel, indiquant une possible occupation. Le site de Roischemiangel remonterait à 1150-1450 après J.-C.